# Jutaí
Cet article concerne la municipalité brésilienne. Pour le cours d'eau, voir Rio Jutaí.
Jutaí est une municipalité brésilienne de l'État d'Amazonas.

## Géographie

### Découpage administratif

Situation géographique de la municipalité (en rouge dans l'image) dans l'Amazonas (en jaune pâle), lui‑même situé par rapport au Brésil (miniature dans le coin supérieur gauche de l'image).

Selon la division territoriale réalisée à des fins statistiques par l'IBGE, elle est localisée, par ordre croissant, dans le Haut-Solimões, l'une des deux microrégions du Sud-Ouest de l'Amazonas, la plus occidentale des quatre mésorégions de l'État qui est lui‑même inclus dans la région Nord.
Entièrement située au cœur du Sud‑Ouest, elle fait partie (avec Amaturá et São Paulo de Olivença) des trois municipalités de la mésorégion à ne partager aucune frontière extérieure avec cette dernière.
Sa limite sud‑orientale constitue à elle seule une bonne partie de la frontière séparant le Haut‑Solimões avec le Juruá, l'autre microrégion du Sud‑Ouest.